# Badá
Jean Carlo Badalotti  (Chapecó, 28 de setembro de 1973) é um ex-voleibolista indoor brasileiro, que atuou na posição de Ponta, com marca de alcance de 338 cm de alcance no ataque e 325 cm no bloqueio, atuou em clubes nacionais e muitas temporadas no voleibol argentino, chegou atuar na posição de Oposto e Líbero. Em clubes possui duas medalhas de ouro em edições do Campeonato Sul-Americano de Clubes nos anos de 1996 e 2010, Bolívia e Argentina, respectivamente e uma de prata alcançada na edição de 1997 na Argentina, além de ter sido semifinalista na edição do Campeonato Mundial de Clubes de 2010 no Qatar.

## Carreira
Filho de Nelson e Leda Helena, primeiros passos na prática desportiva ocorreram em sua cidade natal, ainda garoto dedicava-se as duas modalidades futsal e voleibol, na ocasião que o elenco adulto  do Frigorífico Chapecó E.C. disputava a principal competição nacional da elite de voleibol, surgiu um convite do treinador deste clube das categorias  de base, chamado Professor Adair, este também era seu professor no Colégio Bom Pastor e logo ingressou na categoria mirim em 1985.
Aos 15 anos embora franzino, já apresentava versatilidade no passe, saque, ataque e bloqueio, com ótima impulsão vertical e um ataque potente e sacador potente no saque viagem e foi se destacando deste a segunda edição dos  Joguinhos Abertos de Santa Catarina de 1989, sediados na cidade de Lages.Ele prontamente passou para a categoria infanto-juvenil do referido clube e foi destaque no Campeonato Catarinense nesta categoria e rendeu-lhe convocação para  a Seleção Catarinense, motivando a trilhar uma carreira profissional nessa modalidade; logo passou a competir na categoria juvenil e chegou a treinar com o elenco adulto e fez parte da equipe posteriormente.
Em 1992 foi contratado pelo Hoechst/Suzano e conquistou o título da Copa CBV realizada em Osasco e sagrou-se em 1993 campeão do Campeonato Paulista .Retornou ao Frigorífico Chapecó E.C. em 1993 conquista o título da Copa Sul sediada na cidade Maringá, o vice-campeonato da Copa Brasil em Chapecó  e foi também campeão da Copa CBV realizada em Novo Hamburgo e o sétimo lugar na Liga Nacional 1993-94.
Renovou com Frigorífico Chapecó E.C que representou São Caetano do Sul e por este alcançou o bronze no Campeonato Paulista de 1994, além do título da Copa CBV e do ouro na Copa Brasil de 1994 em Fortaleza e finalizou na quarta posição na Superliga Brasileira A 1994-95.
Com a mudança da sede para São Caetano do Sul, permaneceu no chamado Frigorífico Chapecó/São Caetano alcançando novamente o bronze no Campeonato Paulista de 1995 e novamente foi quarto colocado por este clube na edição da Superliga Brasileira A 1995-96.Ainda por este clube foi vice-campeão da Copa Sul de 1996, disputada em Santa Catarina e foi campeão da Copa Brasil de 1996 em Fortaleza e disputou o Campeonato Sul-Americano de Clubes de 1996 em La Paz,na Bolívia, e conquistou a medalha de ouro.
Foi contratado na jornada esportiva 1996-97 pelo Lupo/Náutico e encerrou na quinta colocação na Superliga Brasileira A 1996-97 e disputou por este clube a edição do Campeonato Sul-Americano de Clubes de 1997 em Buenos Aires, ocasião que ficou  com a medalha de prata.
Renovou com o Lupo/Náutico para as competições do período esportivo seguinte e alcançando a quarta posição na Superliga Brasileira A 1997-98.
No período esportivo 1998-99 assinou contrato com a Ulbra/Pepsi, na época este clube foi convidado para disputar o Campeonato Carioca de 1998, alcançou o vice-campeonato, sagrou-se campeão da Copa Sul de 1998 na cidade de Canoas e campeão do Campeonato Gaúcho no mesmo ano.Ainda em 1998 fez excursão  representando o clube pela Europa e nesta ocasião conquistou o título do  Torneio Euromash na França, Torneio Saarbrucken na Alemanha, Campeão Torneio de Berna  na Suíça .Disputou a Superliga Brasileira 1998-99 conquistando seu primeiro título nesta competição da elite nacional .
Renovou na temporada 1999-00 com a Ulbra/Compaq , alcançando o bicampeonato do Campeonato Gaúcho  em 1999 e disputou a correspondente  Superliga Brasileira A, cujo técnico era Jorge Schmidt  finalizando com a quarta colocação, figurou nas estatísticas com o quarto melhor atleta no fundamento da recepção, o sexto entre os melhores sacadores e o décimo terceiro entre os pontuadores.
Transferiu-se para o Banespa/SP na temporada 2000-01, obteve  no ano de 2000 atuando por este clube os títulos da Copa São Paulo, do Campeonato Paulista e o título da Supercopa dos Campeões  sediado na cidade de Tubarão e alcançou a quarta posição na Superliga Brasileira A 2000-01.
Renovou por mais uma temporada com o Banespa/SP e conquistou o bicampeonato consecutivo do Campeonato Paulista em 2001, também neste ano foi bicampeão da Supercopa dos Campeões disputada em São Ludgero , disputou também a Challenger Brasil de 2001, encerrando na quarta colocação e sagrou-se vice-campeão da Superliga Brasileira A 2001-02.
Em sua última temporada pelo Banespa/Mastercard conquistou o bronze na edição do Campeonato Paulista de 2002 e também foi bronze no Grand Prix Brasil de 2002 em São Ludgero.Conquistou o tricampeonato na Supercopa dos Campeões de 2002  na cidade de Canoas e obteve a quarta posição na Superliga Brasileira A 2002-03.
Retornou a seu Estado de origem pela equipe do Unisul/SC, por este conquistou o bronze na II Copa Bento Gonçalves de 2003, também conquistou os títulos do Grand Prix Brasil e da Supercopa dos Campeões, conquistou o título do Campeonato Catarinense de 2003, conquistou o ouro na 43ª edição dos Jogos Abertos de Santa Catarina (Jasc), em Blumenau.E conquistou o bicampeonato na história da Superliga Brasileira A, conquista correspondente a temporada 2003-04 e foi premiado como atleta com Melhor Recepção.
Recebeu proposta do  Bento/Union Pack para temporada 2004-05 , por este competiu na Supercopa Mercosul de 2004, na cidade Bento Gonçalves e sagrou-se campeão da edição e disputou o Grand Prix Brasil de 2004, na cidade de Tubarão.
Antes de iniciar a Superliga Brasileira A 2004-05 recebe uma proposta do voleibol estrangeiro e deixa o Bento/Union Pack, após ser observado por um dirigente do clube argentino do Orígenes Bolívar , ele então é contratado para disputar a Liga A1 Argentina 2004-05 já iniciada conquistando o vice-campeonato.
Na temporada seguinte renova com o Orígenes Bolívar conquistou o título da, também foi semifinalista da Copa ACLAV 2005 e foi semifinalista na Liga A1 Argentina 2005-06 e foi o terceiro entre os melhores sacadores.
Na terceira temporada consecutiva permanece no DirecTV Bolívar e disputou o Grand Prix Brasil Internacional em São Ludgero no Brasil em 2006 e conquistou o título, foi vice-campeão da Supercopa Mercosul no mesmo ano que foi realizada em São Leopoldo.Ainda em 2006 também sagrou-se campeão do Quadrangular Internacional em San Carlos de Bolívar e conquistou o primeiro  título da Copa ACLAV 2006-07 e alcançou seu primeiro título na Liga A1 Argentina 2006-07 de forma invicta.
Seguiu para sua quarta temporada no DirecTV Bolívar e por este o representou na pré-temporada 2007-08 conquistando os títulos internacionais da Copa Courmayer na Itália em 2007 e também da Copa Ciudad de Manacor  na Espanha no mesmo ano.Ainda em 2007 conquistou o título da Supercopa Merocsul , sediada em Puerto Iguazú;também conquistou a Copa 75º Aniversario da Federación Metropolitana em 2007, e conquistou em 2008 o título da Copa ACLAV 2007-08 e alcançou o bicampeonato na Liga A1 Argentina 2007-08.
Na quinta temporada consecutiva pelo Drean Bolívar conquistou o título mais uma vez da Copa Ciudad de Bolívar de 2008, conquistou o título do Súper 8 , ou seja, a Supercopa dos Campeões, neste mesmo ano.Ainda no ano de 2008 obteve o título da Copa AClAV 2008-09, e alcançou o ouro no World Challenge Cup 2008  (Mundialito de Clubes) na cidade de Santa Fé e conquistou o tricampeonato na Liga A1 Argentina 2008-09, chegou atuar também como Oposto.
Completou seis temporadas jogando pelo Drean Bolívar ao renovar para as competições 2009-10, e para suprir ausência do líbero do clube chegou atuar nesta posição na edição da Copa Internacional Banco Província  de Vóley  de 2009, realizada em Tortuguitas, na Argentina, também neste ano conquistou o título do Torneio Internacional UC Irvine nos Estados Unidos.Por este clube  disputou e obteve o bicampeonato na World Challenge Cup de 2009, realizada em Irvine, Califórnia, alcançou consecutivamente mais um título na Copa ACLAV 2009-10 e conquistou o tetracampeonato consecutivo na Liga 1 Argentina 2009-10 figurou como o quinto melhor sacador em eficiência e o sétimo em eficencia na recepção (72,5%) e neste mesmo fundamento foi oitavo em eficácia com 79%.
Permaneceu no Drean Bolívar na jornada esportiva 2010-11, sendo esta a sétima consecutiva, alcançou o bronze na edição da Copa Máster 2010-11, disputou o Campeonato Sul-Americano de Clubes de 2010, sediado nas cidades argentinas de San Juan e San Carlos Bolívar, ocasião que conquistou a medalha de ouro e eleito o Melhor Defensor da competição, além da vaga para o Campeonato Mundial de Clubes no mesmo ano em Doha no Qatar.
No referido Campeonato Mundial de Clubes  disputou com a camisa#12 e nesta edição finalizou na quarta colocação.Nessa temporada alcançou o vice-campeonato no Súper 8 , Supercopa dos Campeões, de 2010 e foi vice-campeã da Liga A1 Argentina 2010-11 e nas estatísticas foi o oitavo na melhor recepção em termos de eficiência.
Aos 37 anos é contratado como líbero pela Cimed/Sky para temporada 2011-12 e foi vice-campeão dos Jogos Abertos de Santa Catarina de 2011, representando Florianópolis, além da conquista do título do Campeonato Catarinense de 2011  e decidiu voltar para sua cidade natal após esta conquista;voltou à cidade que iniciou profissionalmente e defendeu as cores do Aprov/Unoesc/Chapecó  a partir de junho de 2012 , e conquistou o título da Olimpíada Universitária Brasileira (JUB´s) e foi vice-campeão do Campeonato Catarinense de 2012,e alcançou o título nos Jogos Abertos de Santa Catarina de 2012 e disputou a Liga Nacional de 2012 terminando com o vice-campeonato.
Pela Aprov/Unoesc/Chapecó foi vice-campeão catarinense de 2013, também homenageado pela Câmara Municipal de Chapecó e conquistou o título da Supercopa Banco do Brasil Etapa Chapecó de 2013 , e na etapa final finalizou em quinto lugar e disputou a Superliga Brasileira B 2013, com a camisa#12, mas não se classificou para as finais;e foi neste mesmo ano que anunciou aposentadoria, aos 39 anos continuou no clube até fim da temporada e se programava para a carreira de treinador das categorias de base.
Após séria lesão no ombro  direito decidiu parar de jogar e assumiu as categorias de base da Escolinha de Voleibol de Chapecó, sua partida de despedida deu-se na partida entre Bento Vôlei Bento vôlei/Isabela e  Personal Bolívar válida pela Copa Ciudad de Bolívar de 2014, foi homenageado por estes que foram clubes que defendeu em sua carreira como jogador.

## Títulos e resultados
- Campeonato Mundial de Clubes:2010[95]
- World Challenge Cup: 2008[79], 2009[86]
- Supercopa Mercosul:2004[53], 2006[64], 2007[72]
- Supercopa dos Campeões da Argentina:2007[77]
- Supercopa Banco do Brasil -Etapa Chapecó:2013 [108]
- Supercopa dos Campeões da Argentina:2010[96]
- Quadrangular Internacional de  San Carlos de Bolívar:2006[65]
- Copa Ciudad de Malargüe:2005[60],2007[69]
- Copa Ciudad de Manacor:2007[69], 2008[76]
- Copa Internacional Banco Provincia Vóley:2009[84]
- Torneio Internacional UC Irvine: 2009 [85]
- Grand Prix Brasil Internacional: 2006[63]
- Euromash:1998[16]
- Torneio Saarbrücken:1998[16]
- Torneio Berna:1998[16]
- Copa ACLAV:2006[66], 2007-08[74], 2008-09[78], 2009-10[87]
- Copa Máster Argentina:2010-11[90]
- Superliga Brasileira A:1998-99[20],2003-04>[48]
- Superliga Brasileira A:2001-02[35],2010-11[97]
- Superliga Brasileira A:1994-95[6], 1995-96[7],1997-98[14],1999-00[23],2000-01[29], 2002-03[39]
- Liga Nacional: 2012[106]
- Liga A1 Argentina:2006-07[68],2007-08[75], 2008-09[80],2009-10[88]
- Liga A1 Argentina:2004-05[57]
- Copa CBV:1992[5], 1993[2][5], 1994[5]
- Supercopa dos Campeões:2000[27],2001[32],2002[38],2003[42]
- Grand Prix Brasil:2003[42]
- Grand Prix Brasil:2002[37]
- Campeonato Catarinense: 2003[44], 2011 [100]
- Campeonato Catarinense:2011[102]
- Campeonato Carioca:1998[15]
- Campeonato Paulista:1993[2], 2000[26],2001[30]
- Campeonato Paulista:1994[5], 1995[2], 2002[36]
- Campeonato Gaúcho:1998[16], 1999
- Copa Sul:1993[2][5], 1998[16]
- Copa Sul:1996[2]
- Copa Brasil:1996[2]
- Copa Brasil:1993[2][5], 1994[5]
- Copa São Paulo:2000[26]
- Copa Bento Gonçalves: 2003[41]
- Copa Challenger Brasil:2001[34]
- Copa 75º Aniversário da Federação Metropolitana  da Argentina:2007[73]
- Jasc:2003[46],2012[103]
- Jasc:2011[99]
- JUB´s:2012[101]

## Premiações individuais
- Melhor Defensor do Campeonato Sul-Americano de Clubes de 2010[93]
- Melhor Receptor da Superliga Brasileira A 2003-04[49]
- 4º Melhor Receptor da Superliga Brasileira A 1999-00[24]
- 6º Melhor Sacador da Superliga Brasileira A 1999-00[24]